# Spilonema paradoxum
Spilonema paradoxum är en lavart som beskrevs av Bornet. Spilonema paradoxum ingår i släktet Spilonema och familjen Coccocarpiaceae.  Arten är reproducerande i Sverige. Inga underarter finns listade i Catalogue of Life.